# Skautafélag Akureyrar
Skautafélag Akureyrar ist ein 1937 gegründeter isländischer Eissportverein aus Akureyri, der vor allem für seine Eishockeyabteilung bekannt ist, die in der isländischen Eishockeyliga spielt.

## Geschichte
Skautafélag Akureyrar nimmt seit der Saison 1991/92 durchgehend am Spielbetrieb der isländischen Eishockeyliga teil. Mit 22 Titeln ist die Mannschaft Rekordmeister.
2010 entschloss die Vereinsführung, zukünftig zwei Mannschaften am Spielbetrieb der höchsten Liga teilnehmen zu lassen, die erste Mannschaft spielt seither als Víkingar, die zweite Mannschaft als Jötnar. Der Klub gewann 2018 den insgesamt 20. Meistertitel der Vereinsgeschichte. Beim IIHF Continental Cup 2018/19 gelang Skautafélag durch Siege gegen Gastgeber SK Irbis-Skate aus Bulgarien (5:4 nach Penaltyschießen), den türkischen Vertreter Zeytinburnu Belediyesi SK (6:1) und den israelischen Klub HC Bat Yam (2:0) als erstem isländischem Klub der Sprung in die zweite Runde des Wettbewerbs.

## Erfolge
- Isländischer Meister (23 Mal): 1992–1998, 2001–2005, 2008, 2010, 2011, 2013–2016, 2018, 2019, 2021, 2022